# بهرام هفتم
بهرام هفتم (به چینی: Aluohan) پسر یزدگرد سوم، واپسین شاهنشاه ساسانی بود. پس از مرگ پدرش در سال ۶۵۱ میلادی در مرو، بهرام به همراه بسیاری دیگر از اشراف ساسانی به چین گریختند و در آنجا او و برادرش پیروز سوم از امپراتور چین، گائوزونگ خواستند تا در برابر حملات اعراب از آنها حمایت کند. این طور گزارش شده که بهرام تلاش کرده تا سرزمین‌های ایران که توسط اعراب اشغال شده بود را بازپس‌گیرد، که با موفقیت همراه نبود. بهرام در سال ۷۱۰ درگذشت و پسرش، خسرو پنجم (به چینی: Juluo) با همراهی ترک‌ها، تلاش‌های نظامی پدر برای بازپس‌گیری ایران را ادامه داد، ولی در نهایت او نیز ناموفق بود و این آخرین باری است که می‌شنویم فردی از خاندان ساسان سعی در بازپس‌گیری ایران از اعراب کرده است. پس از مرگ بهرام، ایرانی‌ها تنها ۴۰ سال دیگر لازم بود صبر کنند تا حکمرانان عرب را از دمشق بیرون کنند و در قرن نهم، آنها موفق شدند سلسله‌ای مستقل را در ایران بنیان بنهند.